# Łęgi (Kodeń)
Łęgi – część wsi Kodeń w Polsce, położona w województwie lubelskim, w powiecie bialskim, w gminie Kodeń.
W latach 1975–1998 Łęgi należały administracyjnie do województwa bialskopodlaskiego.